# Pangrapta shivula
Pangrapta shivula är en fjärilsart som beskrevs av Achille Guenée 1852. Pangrapta shivula ingår i släktet Pangrapta och familjen nattflyn. Inga underarter finns listade i Catalogue of Life.